# 以利沙
以利沙（希伯來語： Elīša），天主教譯為厄里叟，是《聖經》人物之一，生於公元前九世紀中葉，是北國以色列的先知，為先知以利亞的學生。以利亞在升天之前，奉神之命選召以利沙繼續他的工作。歷經北國以色列的約蘭，耶戶，約哈斯和約阿施四王，作先知約50年之久。

## 奉召與獻身
- 以利沙原住在亞伯米何拉，是沙法的兒子，一位農夫，家境富裕，他有僕人，十二對牛及田地。
- 以利沙的蒙召是出于神的拣选，當以利亞把外衣搭在他身上，要他作先知，以利沙即刻順從，立刻跑回家去，宰耕地之牛，惋惜農具，並擺上筵席，向父母及朋友辭別，表明他以作先知门徒为荣，永不后悔。因为成为神的仆人，这种职分极其尊贵。(列王纪上19章)

## 繼承先知的職位
- 1. 謙卑學習－以利沙自獻身後至以利亞升天這段時間，經上沒有提到他的名字，足見他在神與人面前隱藏自己，默默地學習。

- 2. 跟隨到底－當以利亞得榮耀升天的日子將到，以利亞知道那個日子，以利沙也知道，所有的先知門徒也都知道。但是他們中間卻有很大的分別。那些先知門徒知道了以利亞要離他們而去，卻沒有緊緊跟隨以利亞，唯有以利沙有一顆追求神的心志，他的心中滿了飢渴竭力奔跑，從來不想停留下來，雖然以利亞三次攔阻他說“你可以在這裏等候”（王下2章：4節）。以利沙卻堅決的說：“我指著永生的耶和華，又敢在你面前起誓，我必不離開你”。他不顧一切地跟隨到底，神所看重的就是這樣一顆真誠的心志。

以利沙跟隨以利亞經過的四個地方:
- - 吉甲－神的百姓受割禮，對付肉體的地方；(約書亞記5章)
  - 伯特利－捨棄世界，完全轉向神，以神為一切的地方；(創世紀12章)
  - 耶利哥－約書亞和以色列人進入迦南美地時，必須擊敗的第一座城，表徵仇敵撒但(約書亞記6章)
  - 約旦河－新約裏開始受浸的地方，表徵死(馬太福音3章)

- 3. 領受權柄－以利沙和以利亞過了約旦河，以利亞對他說“你要我為你做什麼，只管求我”（王下2：9）。以利沙不求別的，只對以利亞說：“願你的靈兩倍臨到我”。以利亞卻對他說你所求的實在很難得到，除非在我被升天的時候看見我。當他們正說話的時候，偉大的異象顯出來了：有火車火馬將二人隔開，以利亞乘旋風升天去了。以利沙看見以利亞那件外衣就掉下來，以利沙就把自己的衣服撕成兩片，穿上以利亞的外衣，果然他擁有先知的權柄和能力，他繼承了先知的職務。

## 以利沙的事工
以利沙的希伯來文原意为“神既拯救”，或“神是救恩的神”。以利沙所作的事工也充分大有生命的能力來，兹列舉數件如下：
- a）重過約旦河：死而復活的表現 (王下2：13-14）
- b) 治好惡劣的水：使人不死；再造新生命的表現 （王下2：19-22）
- c) 使谷中滿了水：得生命活水之表現 （王下3：15-19）
- d) 使書念婦人兒子復活：賜生命之表現 （王下4：18-31）
- e) 他的骸骨也能叫死人復活 （王下13：20-21）。

2. 解除人民間的病苦－以利沙與門徒游行民間，宣明律法，傳達神言，並撫慰當時身處痛苦憂患的百姓。兹列舉數件有關先知解除民間疾苦的事蹟：
- a) 工空器皿滿油－靈恩充滿之表現 （王下4：1-7）
- b) 除鍋中毒物－清除罪害之表現 （王下4：39-41）
- c) 以二十餅飽百人－靈性飽足之表現 （王下4：42-44）
- d) 治好乃缦的大麻风－罪惡淂洁净之表現 （王下5：10-14）
- e) 使沉水的斧頭漂起－重生得力之表現 （王下6：1-7）。